# Азиаго (сыр)
Азиаго (итал. Asiago) — сыр из коровьего молока, производимый в Азиаго, провинции Виченца (Венеция, Италия). Имеет несколько видов: от молодого Азиаго (итал. Asiago pressato) со сроком созревания 20—40 дней до твёрдого (созревшего) Азиаго (итал. Asiago d'Allevo) со сроком созревания до 2 лет. Продукту присвоен статус PDO (Защищённое наименование  места происхождения) с 1996 года.
Благоприятный мягкий климат и обильные пастбища, расположенные на невысоком (до 600 метров над уровнем моря) плато, сделали эти земли благоприятными для животноводства. Однако вплоть до XVII века крестьяне разводили преимущественно овец и сыр изготавливали, соответственно, из овечьего молока. Полная замена на молоко коров произошла только в XIX веке. Если ранее сыроварение было наиболее распространено собственно на плато Азиаго, то в XX веке оно стало перемещаться в долину. Причиной этому послужила близость Азиаго к государственной границе Италии. Спор за эти территории вёлся практически во все основные Европейские войны — от наполеоновских до Первой и Второй мировой, что привело почти к критическому снижению численности населения.

## Молодой Азиаго
Молодой Азиаго (итал. Asiago pressato) полутвёрдый сыр, мякоть белого цвета с соломенными оттенками. Дырочки чётко выделены, неоднородны. Вкус нежный, с молочным ароматом. Средняя масса одной головки 14 килограммов, диаметром от 30 до 40 сантиметров. Жирность ≈ 44 %. Молодой Азиаго изготавливается из цельного коровьего молока одной или двух доек. В него добавляют сычужный фермент, и при температуре 35—40 °C оно сворачивается. Получившийся сырный сгусток режут на кусочки размером с грецкий орех. Далее происходит процесс полуварения, при котором масса нагревается до 44 °C и выкладывается на рабочую поверхность, где она многократно режется, сушится, солится, переворачивается, после чего делится на головки. Головки маркируют и помещают в формы-обручи, где прессуют несколько часов. Полуфабрикат в течение двух дней выдерживается при 10—15 °C и влажности 80—85 %, после чего просаливается сухим способом или в рассоле. Созревание молодого Азиаго происходит в течение от 20 до 40 дней при тех же условиях температуры и влажности.

## Твёрдый Азиаго
Твёрдый Азиаго (итал. Asiago d'Allevo) делится, в свою очередь, ещё на несколько подвидов: собственно твёрдый (итал. stagionato, зреет 2—4 месяца), среднезрелый (итал. mezzano, 4—10 месяцев), старый (итал. vecchio, 10—15 месяцев) и очень старый (итал. stravecchio, 15—24 месяца). Все эти сыры имеют цвет от оттенков соломы до янтарного. Вкус от сладких (у средних) до резких, ароматных (у старых).
Средняя головка весит около 9 кг, диаметром 30—36 см. Жирность ≈ 34 %. Твёрдый Азиаго изготавливается из обезжиренного коровьего молока одной или двух доек. В него добавляют сычужный фермент, и при температуре 35 °C оно сворачивается. Получившийся творожный сгусток режут на кусочки размером с фундук. Получившееся сырное зерно нагревают до температуры 47 °C, после чего оно помещается на рабочую поверхность. Следует формовка, маркировка и обжатие с помощью форм-обручей. Полуфабрикат в течение двух дней выдерживается при 10—15 °C и влажности 80—85 %, после чего просаливается сухим способом или в рассоле. Созревание сыров происходит при тех же условиях температуры и влажности в течение сроков в зависимости от подвида.